# Liga Nacional de Futsal de 2024
A Liga Nacional de Futsal de 2024, referida simplesmente como LNF 2024, é a 29ª edição da Liga Nacional de Futsal, o principal torneio de clubes de futebol de salão do Brasil, organizada pela liga independente homônima.
A competição foi inteiramente transmitida pela LNFTV, o canal oficial da Liga no YouTube. Nesta mesma plataforma, a Cazé TV exibiu dois jogos por rodada e a fase eliminatória. Parceiro desde 1996, o Grupo Globo renovou o contrato e ficou com os direitos de TV fechada, com uma partida por rodada no SporTV.

## Fórmula de disputa

### Primeira fase
Na primeira fase, as equipes competiram em grupo único, confrontando-se em jogos baseados na inversão da tabela do ano anterior. Ao final dessa etapa, as 16 melhores equipes se classificaram para o mata-mata. A pontuação seguiu o sistema tradicional: 3 pontos por vitória, 1 por empate e 0 por derrota. Em caso de empate na classificação, os critérios de desempate considerados foram, na ordem: número de vitórias, saldo de gols, gols marcados, gols sofridos, cartões vermelhos e amarelos, e, em caso de igualdade total, sorteio.

### Fase final
Os 16 classificados disputam a fase final no formato mata-mata, em partidas de ida e volta. Os cruzamentos foram selecionados pela tabela da primeira fase: 1º contra o 16º, 2º contra o 15º e assim por diante. A fase final começa nas oitavas de final e segue com quartas, semifinais e, por fim, final única em campo neutro — nesta edição, no ginásio Sérgio Luiz Guerra, em Carlos Barbosa. Em caso de vitórias alternadas ou dois empates nos confrontos eliminatórios, a partida iria para a prorrogação, tendo a vantagem do empate na prorrogação a equipe de melhor colocação na primeira fase. Na final, não estava prevista vantagem e, portanto, o título acabaria sendo decidido nos pênaltis após empates no tempo regulamentar e na prorrogação.

## Participantes
| Equipe         | Cidade                | Estado | Em 2023 | Ginásio (mando)                     | Capacidade | Títulos (último) |
| -------------- | --------------------- | ------ | ------- | ----------------------------------- | ---------- | ---------------- |
| Assoeva        | Venâncio Aires        | RS     | 8º      | Parque do Chimarrão                 | 5 000      | 0 (não possui)   |
| Atlântico      | Erechim               | RS     | 1º      | Caldeirão do Galo                   | 3 500      | 1 (2023)         |
| Blumenau       | Blumenau              | SC     | 22º     | Complexo Esportivo Bernardo Werner  | 5 000      | 0 (não possui)   |
| Brasília       | Brasília              | DF     | 24º     | Ginásio SESC (Ceilândia)            | 1 200      | 0 (não possui)   |
| Campo Mourão   | Campo Mourão          | PR     | 18º     | Ginásio Belin Carolo                | 4 500      | 0 (não possui)   |
| Carlos Barbosa | Carlos Barbosa        | RS     | 5º      | Sérgio Luiz Guerra                  | 4 000      | 5 (2015)         |
| Cascavel       | Cascavel              | PR     | 4º      | Ginásio Odilon Reinhardt            | 1 800      | 1 (2021)         |
| Corinthians    | São Paulo             | SP     | 10º     | Ginásio Wlamir Marques              | 7 000      | 2 (2022)         |
| Esporte Futuro | Toledo                | PR     | 20º     | Ginásio Alcides Pan                 | 3 780      | 0 (não possui)   |
| Foz Cataratas  | Foz do Iguaçu         | PR     | 14º     | Ginásio Costa Cavalcanti            | 3 500      | 0 (não possui)   |
| Jaraguá        | Jaraguá do Sul        | SC     | 9º      | Arena Jaraguá                       | 8 000      | 4 (2010)         |
| Joaçaba        | Joaçaba               | SC     | 15º     | Centro de Eventos da UNOESC         | 5 500      | 0 (não possui)   |
| Joinville      | Joinville             | SC     | 2º      | Centreventos Cau Hansen             | 2 500      | 1 (2017)         |
| Marreco        | Francisco Beltrão     | PR     | 17º     | Complexo Esportivo Arrudão          | 3 500      | 0 (não possui)   |
| Minas          | Belo Horizonte        | MG     | 6º      | Arena Minas                         | 3 600      | 0 (não possui)   |
| Pato           | Pato Branco           | PR     | 13º     | Ginásio Dolivar Lavarda             | 1 500      | 2 (2019)         |
| Praia Clube    | Uberlândia            | MG     | 12º     | Arena Praia                         | 2 200      | 0 (não possui)   |
| Santo André    | Santo André           | SP     | 11º     | Ginásio de Esportes Noêmia Assunção | 1 000      | 2 (2013)         |
| São José       | São José dos Campos   | SP     | 19º     | Tênis Clube                         | 2 500      | 0 (não possui)   |
| São Lourenço   | São Lourenço do Oeste | SC     | 23º     | Poliesportivo Monteiro Lobato       | 1 600      | 0 (não possui)   |
| Sorocaba       | Sorocaba              | SP     | 3º      | Arena Sorocaba                      | 5 000      | 2 (2020)         |
| Taubaté        | Taubaté               | SP     | 21º     | Ginásio Adib Moysés Dib             | 7 000      | 0 (não possui)   |
| Tubarão        | Tubarão               | SC     | 7º      | Ginásio Estener Soratto             | 3 600      | 0 (não possui)   |
| Umuarama       | Umuarama              | PR     | 16º     | Ginásio Amário Vieira da Costa      | 4 500      | 0 (não possui)   |

## Primeira Fase
| Pos | Equipes        | Pts | J  | V  | E | D  | GP | GC  | SG   | Classificação ou eliminação     |
| --- | -------------- | --- | -- | -- | - | -- | -- | --- | ---- | ------------------------------- |
| 1   | Joinville      | 55  | 23 | 17 | 4 | 2  | 68 | 37  | 31   | Classificados para a Fase Final |
| 2   | Magnus         | 52  | 23 | 17 | 1 | 5  | 87 | 36  | 51   | Classificados para a Fase Final |
| 3   | Jaraguá        | 52  | 23 | 17 | 1 | 5  | 73 | 47  | 26   | Classificados para a Fase Final |
| 4   | Atlântico      | 49  | 23 | 15 | 4 | 4  | 91 | 44  | 47   | Classificados para a Fase Final |
| 5   | Praia Clube    | 47  | 23 | 14 | 5 | 4  | 72 | 29  | 43   | Classificados para a Fase Final |
| 6   | Carlos Barbosa | 44  | 23 | 13 | 5 | 5  | 73 | 48  | 25   | Classificados para a Fase Final |
| 7   | Pato           | 42  | 23 | 13 | 3 | 7  | 71 | 55  | 16   | Classificados para a Fase Final |
| 8   | São José       | 38  | 23 | 12 | 2 | 9  | 64 | 61  | 3    | Classificados para a Fase Final |
| 9   | Umuarama       | 38  | 23 | 10 | 8 | 5  | 41 | 29  | 12   | Classificados para a Fase Final |
| 10  | Cascavel       | 37  | 23 | 10 | 7 | 6  | 55 | 50  | 5    | Classificados para a Fase Final |
| 11  | Minas          | 36  | 23 | 10 | 6 | 7  | 61 | 55  | 6    | Classificados para a Fase Final |
| 12  | Campo Mourão   | 33  | 23 | 9  | 6 | 8  | 62 | 49  | 13   | Classificados para a Fase Final |
| 13  | Santo André    | 32  | 23 | 10 | 2 | 11 | 51 | 58  | –7   | Classificados para a Fase Final |
| 14  | Corinthians    | 32  | 23 | 9  | 5 | 9  | 61 | 53  | 8    | Classificados para a Fase Final |
| 15  | São Lourenço   | 30  | 23 | 9  | 3 | 11 | 53 | 54  | –1   | Classificados para a Fase Final |
| 16  | Marreco        | 27  | 23 | 7  | 6 | 10 | 59 | 59  | 0    | Classificados para a Fase Final |
| 17  | Joaçaba        | 25  | 23 | 7  | 4 | 12 | 49 | 70  | –21  | Eliminados na Primeira Fase     |
| 18  | Esporte Futuro | 23  | 23 | 6  | 5 | 12 | 40 | 54  | –14  | Eliminados na Primeira Fase     |
| 19  | Foz Cataratas  | 22  | 23 | 6  | 4 | 13 | 50 | 63  | –13  | Eliminados na Primeira Fase     |
| 20  | Tubarão        | 22  | 23 | 5  | 7 | 11 | 48 | 61  | –13  | Eliminados na Primeira Fase     |
| 21  | Blumenau       | 17  | 23 | 5  | 2 | 16 | 32 | 73  | –41  | Eliminados na Primeira Fase     |
| 22  | Taubaté        | 14  | 23 | 4  | 2 | 17 | 37 | 77  | –40  | Eliminados na Primeira Fase     |
| 23  | Assoeva        | 13  | 23 | 4  | 1 | 18 | 39 | 69  | –30  | Eliminados na Primeira Fase     |
| 24  | Brasília       | 1   | 23 | 0  | 1 | 22 | 30 | 136 | –106 | Eliminados na Primeira Fase     |

## Rodadas na liderança
Em negrito, os clubes que mais permaneceram na liderança.
| Rodadas | Rodadas | Rodadas | Rodadas | Rodadas | Rodadas | Rodadas | Rodadas | Rodadas | Rodadas | Rodadas | Rodadas | Rodadas | Rodadas | Rodadas | Rodadas | Rodadas | Rodadas | Rodadas | Rodadas | Rodadas | Rodadas | Rodadas | Rodadas |
| ------- | ------- | ------- | ------- | ------- | ------- | ------- | ------- | ------- | ------- | ------- | ------- | ------- | ------- | ------- | ------- | ------- | ------- | ------- | ------- | ------- | ------- | ------- | ------- |
| 1       | 2       | 3       | 4       | 5       | 6       | 7       | 8       | 9       | 10      | 11      | 12      | 13      | 14      | 15      | 16      | 17      | 18      | 19      | 20      | 21      | 22      | 23      | 24      |
| ACBF    | PAT     | JEC     | JEC     | JEC     | MAG     | PAT     | PAT     | PAT     | ATL     | MAG     | MAG     | MAG     | MAG     | MAG     | MAG     | MAG     | MAG     | MAG     | MAG     | MAG     | MAG     | MAG     | JEC     |

### Rodadas na lanterna
Em negrito, os clubes que mais permaneceram na lanterna.
| Rodadas | Rodadas | Rodadas | Rodadas | Rodadas | Rodadas | Rodadas | Rodadas | Rodadas | Rodadas | Rodadas | Rodadas | Rodadas | Rodadas | Rodadas | Rodadas | Rodadas | Rodadas | Rodadas | Rodadas | Rodadas | Rodadas | Rodadas | Rodadas |
| ------- | ------- | ------- | ------- | ------- | ------- | ------- | ------- | ------- | ------- | ------- | ------- | ------- | ------- | ------- | ------- | ------- | ------- | ------- | ------- | ------- | ------- | ------- | ------- |
| 1       | 2       | 3       | 4       | 5       | 6       | 7       | 8       | 9       | 10      | 11      | 12      | 13      | 14      | 15      | 16      | 17      | 18      | 19      | 20      | 21      | 22      | 23      | 24      |
| JOA     | BRA     | BRA     | BRA     | BRA     | BRA     | BRA     | BRA     | BRA     | BRA     | BRA     | BRA     | BRA     | BRA     | BRA     | BRA     | BRA     | BRA     | BRA     | BRA     | BRA     | BRA     | BRA     | BRA     |

## Fase Final
|  | Oitavas de final   | Oitavas de final   | Oitavas de final   | Oitavas de final   |                |                | Quartas de final   | Quartas de final   | Quartas de final   |  |          | Semifinais                     | Semifinais                     | Semifinais                     |  |             | Final          | Final          | Final          | Final          | Final          |
|  | 11 a 22 de outubro | 11 a 22 de outubro | 11 a 22 de outubro | 11 a 22 de outubro |                |                | 1 a 10 de novembro | 1 a 10 de novembro | 1 a 10 de novembro |  |          | 23 de novembro a 1 de dezembro | 23 de novembro a 1 de dezembro | 23 de novembro a 1 de dezembro |  |             | 15 de dezembro | 15 de dezembro | 15 de dezembro | 15 de dezembro | 15 de dezembro |
|  |                    |                    |                    |                    |                |                |                    |                    |                    |  |          |                                |                                |                                |  |             |                |                |                |                |                |
|  | 1                  | Joinville          | 2                  | 1                  |                |                |                    |                    |                    |  |          |                                |                                |                                |  |             |                |                |                |                |                |
|  | 16                 | Marreco            | 2                  | 0                  |                |                |                    |                    |                    |  |          |                                |                                |                                |  |             |                |                |                |                |                |
|  | 16                 | Marreco            | 2                  | 0                  |                | Joinville      | 1                  | 3                  |                    |  |          |                                |                                |                                |  |             |                |                |                |                |                |
|  |                    |                    |                    |                    |                | Joinville      | 1                  | 3                  |                    |  |          |                                |                                |                                |  |             |                |                |                |                |                |
|  |                    | Umuarama           | 1                  | 4                  |                |                |                    |                    |                    |  |          |                                |                                |                                |  |             |                |                |                |                |                |
|  | 8                  | Umuarama           | 1                  | 4                  | São José       | 2              | 2                  |                    |                    |  |          |                                |                                |                                |  |             |                |                |                |                |                |
|  | 8                  |                    |                    |                    | São José       | 2              | 2                  |                    |                    |  |          |                                |                                |                                |  |             |                |                |                |                |                |
|  | 9                  | Umuarama           | 5                  | 3                  |                |                |                    |                    |                    |  |          |                                |                                |                                |  |             |                |                |                |                |                |
|  | 9                  | Umuarama           | 5                  | 3                  |                |                |                    |                    |                    |  | Umuarama | 2                              | 2(1)                           |                                |  |             |                |                |                |                |                |
|  |                    |                    |                    |                    |                |                |                    |                    |                    |  | Umuarama | 2                              | 2(1)                           |                                |  |             |                |                |                |                |                |
|  |                    | Praia Clube        | 2                  | 2(3)               |                |                |                    |                    |                    |  |          |                                |                                |                                |  |             |                |                |                |                |                |
|  | 5                  | Praia Clube        | 2                  | 2(3)               | Praia Clube    | 2              | 4(0)               |                    |                    |  |          |                                |                                |                                |  |             |                |                |                |                |                |
|  | 5                  |                    |                    |                    | Praia Clube    | 2              | 4(0)               |                    |                    |  |          |                                |                                |                                |  |             |                |                |                |                |                |
|  | 12                 | Campo Mourão       | 2                  | 4(0)               |                |                |                    |                    |                    |  |          |                                |                                |                                |  |             |                |                |                |                |                |
|  | 12                 | Campo Mourão       | 2                  | 4(0)               |                | Praia Clube    | 3                  | 7                  |                    |  |          |                                |                                |                                |  |             |                |                |                |                |                |
|  |                    |                    |                    |                    |                | Praia Clube    | 3                  | 7                  |                    |  |          |                                |                                |                                |  |             |                |                |                |                |                |
|  |                    | Santo André        | 1                  | 2                  |                |                |                    |                    |                    |  |          |                                |                                |                                |  |             |                |                |                |                |                |
|  | 4                  | Santo André        | 1                  | 2                  | Atlântico      | 4              | 3                  |                    |                    |  |          |                                |                                |                                |  |             |                |                |                |                |                |
|  | 4                  |                    |                    |                    | Atlântico      | 4              | 3                  |                    |                    |  |          |                                |                                |                                |  |             |                |                |                |                |                |
|  | 13                 | Santo André        | 4                  | 6                  |                |                |                    |                    |                    |  |          |                                |                                |                                |  |             |                |                |                |                |                |
|  | 13                 | Santo André        | 4                  | 6                  |                |                |                    |                    |                    |  |          |                                |                                |                                |  | Praia Clube | 2(1)((5))      |                |                |                |                |
|  |                    |                    |                    |                    |                |                |                    |                    |                    |  |          |                                |                                |                                |  | Praia Clube | 2(1)((5))      |                |                |                |                |
|  |                    | Jaraguá            | 2(1)((6))          |                    |                |                |                    |                    |                    |  |          |                                |                                |                                |  |             |                |                |                |                |                |
|  | 2                  | Jaraguá            | 2(1)((6))          | Magnus*            | 7              | -              |                    |                    |                    |  |          |                                |                                |                                |  |             |                |                |                |                |                |
|  | 2                  |                    |                    | Magnus*            | 7              | -              |                    |                    |                    |  |          |                                |                                |                                |  |             |                |                |                |                |                |
|  | 15                 | São Lourenço       | 3                  | -                  |                |                |                    |                    |                    |  |          |                                |                                |                                |  |             |                |                |                |                |                |
|  | 15                 | São Lourenço       | 3                  | -                  |                | São Lourenço   | 1                  | 1                  |                    |  |          |                                |                                |                                |  |             |                |                |                |                |                |
|  |                    |                    |                    |                    |                | São Lourenço   | 1                  | 1                  |                    |  |          |                                |                                |                                |  |             |                |                |                |                |                |
|  |                    | Pato               | 2                  | 2                  |                |                |                    |                    |                    |  |          |                                |                                |                                |  |             |                |                |                |                |                |
|  | 7                  | Pato               | 2                  | 2                  | Pato           | 2              | 2                  |                    |                    |  |          |                                |                                |                                |  |             |                |                |                |                |                |
|  | 7                  |                    |                    |                    | Pato           | 2              | 2                  |                    |                    |  |          |                                |                                |                                |  |             |                |                |                |                |                |
|  | 10                 | Cascavel           | 2                  | 0                  |                |                |                    |                    |                    |  |          |                                |                                |                                |  |             |                |                |                |                |                |
|  | 10                 | Cascavel           | 2                  | 0                  |                |                |                    |                    |                    |  | Pato     | 3                              | 0(0)                           |                                |  |             |                |                |                |                |                |
|  |                    |                    |                    |                    |                |                |                    |                    |                    |  | Pato     | 3                              | 0(0)                           |                                |  |             |                |                |                |                |                |
|  |                    | Jaraguá            | 2                  | 4(2)               |                |                |                    |                    |                    |  |          |                                |                                |                                |  |             |                |                |                |                |                |
|  | 6                  | Jaraguá            | 2                  | 4(2)               | Carlos Barbosa | 2              | 1(3)               |                    |                    |  |          |                                |                                |                                |  |             |                |                |                |                |                |
|  | 6                  |                    |                    |                    | Carlos Barbosa | 2              | 1(3)               |                    |                    |  |          |                                |                                |                                |  |             |                |                |                |                |                |
|  | 11                 | Minas              | 2                  | 1(0)               |                |                |                    |                    |                    |  |          |                                |                                |                                |  |             |                |                |                |                |                |
|  | 11                 | Minas              | 2                  | 1(0)               |                | Carlos Barbosa | 1                  | 2                  |                    |  |          |                                |                                |                                |  |             |                |                |                |                |                |
|  |                    |                    |                    |                    |                | Carlos Barbosa | 1                  | 2                  |                    |  |          |                                |                                |                                |  |             |                |                |                |                |                |
|  |                    | Jaraguá            | 3                  | 4                  |                |                |                    |                    |                    |  |          |                                |                                |                                |  |             |                |                |                |                |                |
|  | 3                  | Jaraguá            | 3                  | 4                  | Jaraguá        | 3              | 5                  |                    |                    |  |          |                                |                                |                                |  |             |                |                |                |                |                |
|  | 3                  |                    |                    |                    | Jaraguá        | 3              | 5                  |                    |                    |  |          |                                |                                |                                |  |             |                |                |                |                |                |
|  | 14                 | Corinthians        | 3                  | 1                  |                |                |                    |                    |                    |  |          |                                |                                |                                |  |             |                |                |                |                |                |

- O Magnus foi desclassificado por escalação irregular de um atleta na partida de ida das oitavas de final. Dessa forma, a equipe do São Lourenço se classificou automaticamente à fase seguinte.[7]

## Premiação
| Liga Nacional de Futsal de 2024 |
| ------------------------------- |
|                                 |
| Jaraguá Campeão (5.º título)    |

## Classificação geral
| Pos | Equipes        | Pts | J  | V  | E  | D  | GP | GC  | SG   | Classificação ou eliminação     |
| --- | -------------- | --- | -- | -- | -- | -- | -- | --- | ---- | ------------------------------- |
| 1   | Jaraguá        | 66  | 30 | 21 | 3  | 6  | 99 | 60  | 39   | Campeão                         |
| 2   | Praia Clube    | 58  | 30 | 16 | 10 | 4  | 98 | 46  | 52   | Vice-campeão                    |
| 3   | Pato           | 55  | 29 | 17 | 4  | 8  | 82 | 67  | 15   | Eliminados nas semifinais       |
| 4   | Umuarama       | 50  | 29 | 13 | 11 | 5  | 59 | 44  | 15   | Eliminados nas semifinais       |
| 5   | Joinville      | 60  | 27 | 18 | 6  | 3  | 75 | 44  | 31   | Eliminados nas quartas de final |
| 6   | Carlos Barbosa | 46  | 27 | 13 | 7  | 7  | 82 | 58  | 24   | Eliminados nas quartas de final |
| 7   | Santo André    | 36  | 27 | 11 | 3  | 13 | 64 | 75  | -11  | Eliminados nas quartas de final |
| 8   | São Lourenço   | 30  | 25 | 9  | 3  | 13 | 53 | 62  | -9   | Eliminados nas quartas de final |
| 9   | Magnus         | 52  | 23 | 17 | 1  | 5  | 87 | 36  | 51   | Eliminados nas oitavas de final |
| 10  | Atlântico      | 50  | 25 | 15 | 5  | 5  | 98 | 54  | 44   | Eliminados nas oitavas de final |
| 11  | São José       | 38  | 25 | 12 | 2  | 11 | 68 | 69  | –1   | Eliminados nas oitavas de final |
| 12  | Minas          | 38  | 25 | 10 | 8  | 7  | 64 | 58  | 6    | Eliminados nas oitavas de final |
| 13  | Cascavel       | 38  | 25 | 10 | 8  | 7  | 57 | 54  | 3    | Eliminados nas oitavas de final |
| 14  | Campo Mourão   | 35  | 25 | 9  | 8  | 8  | 68 | 55  | 13   | Eliminados nas oitavas de final |
| 15  | Corinthians    | 33  | 25 | 9  | 6  | 10 | 65 | 61  | 4    | Eliminados nas oitavas de final |
| 16  | Marreco        | 28  | 25 | 7  | 7  | 11 | 61 | 62  | –1   | Eliminados nas oitavas de final |
| 17  | Joaçaba        | 25  | 23 | 7  | 4  | 12 | 49 | 70  | –21  | Eliminados na Primeira Fase     |
| 18  | Esporte Futuro | 23  | 23 | 6  | 5  | 12 | 40 | 54  | –14  | Eliminados na Primeira Fase     |
| 19  | Foz Cataratas  | 22  | 23 | 6  | 4  | 13 | 50 | 63  | –13  | Eliminados na Primeira Fase     |
| 20  | Tubarão        | 22  | 23 | 5  | 7  | 11 | 48 | 61  | –13  | Eliminados na Primeira Fase     |
| 21  | Blumenau       | 17  | 23 | 5  | 2  | 16 | 32 | 73  | –41  | Eliminados na Primeira Fase     |
| 22  | Taubaté        | 14  | 23 | 4  | 2  | 17 | 37 | 77  | –40  | Eliminados na Primeira Fase     |
| 23  | Assoeva        | 13  | 23 | 4  | 1  | 18 | 39 | 69  | –30  | Eliminados na Primeira Fase     |
| 24  | Brasília       | 1   | 23 | 0  | 1  | 22 | 30 | 136 | –106 | Eliminados na Primeira Fase     |